# أسامة الزبيدي
أسامة حسن الزبيدي (ولد في 21 مارس 1997 ) لاعب كرة قدم سعودي و يلعب كمهاجم في نادي الغزوة.

## مسيرة اللاعب
لعب سابقاً في الفئات السنية في النادي الأهلي و كانت له تجربة احترافية مع نادي فاتيما البرتغالي و لعب بعدها في أولمبي نادي الاتفاق و بعدها لعب مع نادي المجزل ونادي النهضة ونادي الشعلة ونادي النجوم ونادي شرورة ونادي الغزوة.